# Les Dix Hommes noirs
Les Dix Hommes noirs est un roman écrit par l'auteur haïtien Etzer Vilaire, publié en 1949. L'œuvre est considérée comme un des textes majeurs de la littérature haïtienne du XXe siècle. Elle s'inscrit dans le cadre du mouvement littéraire qui cherche à représenter la condition noire et l'expérience afro-caribéenne à travers des récits engagés et critiques.

## Contexte et synopsis
Le roman Les Dix Hommes noirs se déroule dans un contexte socio-historique post-colonial et explore les thèmes de l'identité, de la race, et des luttes pour la justice sociale. L'histoire se concentre sur un groupe de dix personnages noirs qui, confrontés aux défis et aux injustices de leur époque, entreprennent un voyage symbolique vers l'émancipation et la dignité. À travers des récits entrecroisés et des perspectives multiples, Vilaire aborde des questions essentielles telles que le colonialisme, la négritude, et la quête de soi.

## Réception et impact
Le roman a été bien accueilli dans le milieu littéraire pour sa capacité à capturer les réalités complexes de l'époque et pour sa contribution à la littérature noire francophone. Il est souvent étudié dans le cadre des cours de littérature postcoloniale et afro-caribéenne. Les Dix Hommes noirs est également notable pour son style narratif innovant et ses personnages profondément développés.
L'article de Haïti Inter décrit comment le roman aborde les enjeux de la négritude et du post-colonialisme en Haïti, soulignant son importance dans la littérature haïtienne et son impact sur les lecteurs et les critiques contemporains. Il met en avant la manière dont Vilaire utilise l'œuvre pour critiquer les inégalités et les injustices vécues par les personnages, reflétant les préoccupations sociales et politiques de son époque.

## Publication
La première édition du roman a été publiée en 1949 par les Éditions de la Rose . Depuis sa publication, Les Dix Hommes Noirs a été réédité plusieurs fois et est disponible dans différentes éditions, y compris une édition moderne publiée par Eyrolles en 2020, qui a permis de redécouvrir ce classique de la littérature haïtienne.